# Съотношение на неопределеност на Хайзенберг
Съотношение на неопределеност на Хайзенберг е принцип в квантовата физика, според който мястото и импулсът на дадена частица не могат да бъдат точно определени едновременно. Това твърдение е природен феномен и не е породено от липсата на точни измервателни прибори. Съотношението на неопределеност е формулирано през 1927 г. от Вернер Хайзенберг. Ако разгледаме стандартното отклонение {\displaystyle \Delta x}, с което се определя мястото (местоположението) {\displaystyle x} и стандартното отклонение {\displaystyle \Delta p}, с което се определя импулсът {\displaystyle p} на дадена частица, важи:
{\displaystyle \Delta x\cdot \Delta p\geq {\frac {h}{4\pi }}={\frac {\hbar }{2}}}
където:
{\displaystyle h=6{,}6261\cdot 10^{-34}\mathrm {Js} } е константа на Планк;
{\displaystyle \hbar ={h \over {2\pi }}} е редуцираната константа на Планк;
Съотношението на неопределеност относно мястото и импулса е най-известният представител от групата функции на неопределеност, които са в основата на модерната физика.

## Увод
Съотношението на неопределеност относно мястото и импулса се обяснява като непосредствено последствие на вълновия характер на природата в квантовата физика. Погрешно е обяснението, че измерването на мястото на една частица непременно пречи на измерването на импулса ѝ. Самият Хайзенберг дава дори това обяснение. Съотношението на неопределеност важи дори тогава, когато измерването на мястото и на импулса се състои върху отражение на системата (виж:  #Ансамблово (съчетаващо) обяснение).
Подобни отношения на неопределеност съществуват и между двойки с допълваща се величина. Между енергия и време съществува също така съотношение на неопределеност, но от друго естество.
Съотношението на неопределеност често е бъркано с друг квантов феномен: колапс на вълновата функция, след като вълновата функция, която описва една частица, се променя точно когато тази частица бъде наблюдавана. Тези феномени се различават, но имат подобен характер.
В рамките на математическия формализъм се получават и вероятните разпределения на измерванията на място и импулс и с това и неопределеността от съответните вълнови функции. Съотношението на неопределеност се получава от обстоятелството, че вълновите функции относно място и импулс са свързани по между си с преобразование на Фурие. Преобразуваните по Фурие локално ограничени вълнови откъси е отново вълнов откъс, където произведението на ширината на откъса подлежи на съотношение, което съответства на горното съотношение на неопределеност.

## Обяснения
Има два вида обяснения на Хайзенберговото съотношение: ансамблово (съчетаващо) – даващо твърдения за цяла система, и Копенхагенско – описващо само една частица.

### Ансамблово (съчетаващо) обяснение
Голямата разлика с останалите обяснения е, че ансамбловото обяснение за разлика от твърденията на Бор и Хайзенберг (за една частица), се базира на твърденията за вероятността на броя на изходите от протичането на опитите с идентични частици, което и условието за това обяснение.
Ансамбъл се нарича целостта на всички идентични частици, които действат при подготвителния метод.
Те не трябва да взаимодействат обаче помежду си, подобно на фотоните в експеримента за двойното разпадане.
Твърдения за един експеримент са възможни по следния начин: Ансамбълът бива намален на половина. Едната половина бива измервана за дадено свойство, например мястото х, а другата половина друго свойство, импулса px. Към множеството стойности на измерените свойства могат да бъдат приложени статистически методи. Средната стойност определя и стандартното отклонение. Стандартното отклонение на мястото се представя с Δx. Така съотношението на неопределеност се формулира като:

#### Формулиране на съотношението
Твърдението е, че не може ансамбълът да бъде така определен, че състоянието
{\displaystyle \Delta x\cdot \Delta p_{x}<{\frac {\hbar }{2}}}
да е изпълнено за целия ансамбъл.

#### Преимущество на ансамбловото обяснение
Интересното на ансамбловото обяснение е, че с него съотношението на неопределеност ясно се формулира. Освен това то се признава научно и важи като минималната теория, която е одобрена от повечето учени. Възможна е и връзка от теорията към експеримент, тъй като Δx И Δpx ясно и относително са определени чрез стандартното отклонение.

### Копенхагенско обяснение
Копенхагенско обяснение е първото завършено, само по себе си логично обяснение с математически методи за квантовата механика. То дава тласък на сериозни философски спорове. Основното разбиране се позовава на следните три понятия:

#### Класически понятия
Това са границите на определенията за място и импулс, под които място и импулс нямат смисъл, т.е. не са определени. В класическата физика едновременно са зададени пространственото представяне (т.е. мястото в даден момент) и причинно-следствената връзка (т.е. определяне на протичането във времето при зададено начално състояние).

#### Допълненост
В области, в които действието (величината енергия по времето) е от порядъка на {\displaystyle h} константа на Планк, поради неконтролируемостта между обекта и измервателното устройство се наблюдават така наречените квантови ефекти.
Допълненост означава в квантовата физика, че пространственото представяне и причинно-следствената връзка не могат да бъдат изпълнени едновременно, т.е. за две измервани величини не може едновременно да се дават твърдения.

#### Цялостност на квантовия феномен
Цялостност на квантовия феномен е представата, че при промяната на даден квантов опит (експеримент) може да се наблюдава напълно ново явление (феномен), например когато се проведе ново измерване.
Бор обяснява това с обективните свойства на един квантов обект: в природата на една частица под определени граници (зададени със съотношение на неопределеност) е нейното място и импулс да не могат да бъдат определени, защото под тези граници тези понятия нямат смисъл.
Хайзенберг, преди да мине към ансамбловото обяснение, дава субективното обяснение, че ние, хората, като измерващи, не сме в състояние да измерим точно мястото и времето на един квантов обект.

## Общо съотношение на неопределеност
Общо съотношение на неопределеност съществува също между момент на импулса и ъгъл, фаза и броя на частиците, както и между много други двойки физични величини. С изчислителните методи на квантовата механика може общо да се формулира за две величини A и B:
{\displaystyle \Delta A\cdot \Delta B\geq {\frac {1}{2}}\left|\left\langle \left[{\hat {A}},{\hat {B}}\right]\right\rangle _{\psi }\right|}
Където:
A и B са две измервани наблюдавани величини,
{\displaystyle {\hat {A}}} и {\displaystyle {\hat {B}}} са техните линейни съответствия, ермитов оператор,
{\displaystyle [{\hat {A}},{\hat {B}}]} означава комутатор на {\displaystyle {\hat {A}}} и {\displaystyle {\hat {B}}},
{\displaystyle \left\langle {\hat {C}}\right\rangle _{\psi }} е очакваната стойност на оператор {\displaystyle {\hat {C}}} за квантово състояние {\displaystyle \left|\psi \right\rangle } и
{\displaystyle \Delta C} е стандартно отклонение на {\displaystyle C}: {\displaystyle \Delta C={\sqrt {\langle {\hat {C}}^{2}\rangle _{\psi }-\langle {\hat {C}}\rangle _{\psi }^{2}}}}
Най-общо формулирано: Произведението на A-неопределеност и на B-неопределеност е най-малко половината от стойността на очакваната стойност на комутатора зависим от A и B. Минималната стойност на съотношение на неопределеност зависи от квантовомеханичното състояние.
За {\displaystyle A=X} (Ort) и {\displaystyle B=P} (Импулс) се получава комутатора {\displaystyle [{\hat {X}},{\hat {P}}]=i\hbar }, което води до познатото уравнение {\displaystyle \Delta X\cdot \Delta P\geq {\frac {\hbar }{2}}}.

## Примери
Съотношение на неопределеност се наблюдава в природата между всичко друго при квантово тунелиране (така действат тунелните диоди).